# 김성호 (가수)
김성호(본명: 김성국, 1957년 6월 24일 ~ )은 대한민국의 가수이다.
현재 거주지는 서울특별시이다.

## 데뷔
- 2017년 정규 앨범 "천년배필"

## 음반
- 2021년 판박이
- 2020년 판박이
- 2020년 5집 여보게 친구 / 제주 공항
- 2019년 그 정 못 잊고
- 2019년 내 사랑 매화
- 2018년 내 사랑 매화
- 2018년 너무 예쁜 당신 (2018 Ver.) / 사나이 가는 길
- 2018년 사나이 가는 길 / 너무 예쁜 당신
- 2017년 천년배필